# 張力

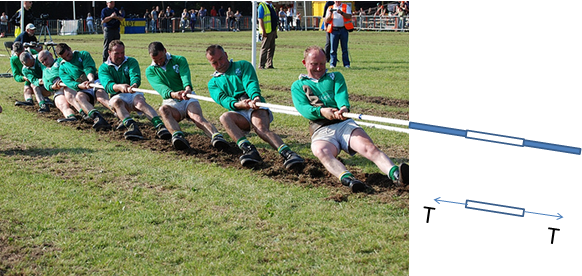

張力（英語：Tension）乃是由一拉長、伸展的弦對施力者所做的反作用力。張力與弦的長度平行，方向朝弦
由於張力是力的一種，因此它的單位如同力，SI制是kg·m/s²。
張力也存在於弦的內部：若考慮把弦分成兩個部分，則張力便是這兩個部分互相對彼此作用（拉扯對方）的力。張力的大小決定弦是否斷裂，因此張力也是振动（參見vibrating string）的性質之一，而弦樂器則是靠調整弦的張力來調整其音高，並藉由震動弦發出聲響。
通常將弦繃緊，則張力也會增加。在拉長的長度夠小時，虎克定律可以描述這個力的大小。
在狹義相對論中的似弦物體（例如在一些模型中與夸克作用的弦）或現代弦論中的弦裡也討論張力。我們藉由這些弦的世界面分析這些弦，它們的能量通常與它們的長度成正比。在這些弦中的張力與它的伸長量無關。

圖中顯示以繩子吊起一個球體的情況中所有的力。當中的張力是繩子對支架產生的力 (F on scaffold by rope),繩子對球體產生的力 (F on the ball by rope) ,及平衡的繩子產生力和受力的力。

## 處於平衡狀態的系統
系統處於平衡狀態時，所有力量的總和是零。
{\displaystyle \sum _{}{\vec {F}}=0} 
考慮右圖系統中的一個球體，該球體被一條張力為T的繩子垂直吊下。此系統處於平衡狀態，因為繩子的張力（把球體拉起的力）等於球體的重力，即是把球體向下拉的力。
{\displaystyle \sum _{}{\vec {F}}={\vec {T}}+m{\vec {g}}=0} 

## 處於有靜力狀態的系統
相對於系統處於平衡狀態，靜力狀態的系統是有一種方向的力所推動的，也就是說總力並不是零，而加速和力的方向總是相同的。
{\displaystyle \sum _{}{\vec {F}}\neq 0}
舉例說，考慮到上圖同一個系統，但假設球體開始向下方加速。因此在此狀況，這系統存在了一個靜力向某一個方向加速。這隻向下加速的球體亦同時表明{\displaystyle |mg|>|T|}。
{\displaystyle \sum {\vec {F}}=T-mg\neq 0}
在另一個情況，舉例有兩小球甲和乙分別有{\displaystyle m_{1}} 和 {\displaystyle m_{2}} 的質量，它們分別連接在一條不可伸長的繩的頭末兩處，並且把繩的中端掛在一個無摩擦力的滑輪上。因此，在小球甲上有兩種力施加在其身上；分別是其重量的重力把它推向下方({\displaystyle w_{1}=m_{1}g})及由繩而來的張力{\displaystyle T}將他推回上方。如果小球甲的質量比小球乙高，{\displaystyle m_{1}>m_{2}}.，就會有一靜力{\displaystyle F_{1}}施加在小球甲身上，其靜力可寫成{\displaystyle w_{1}-T}，因此 {\displaystyle m_{1}a=m_{1}g-T}。

## 現代物理學的張力
在狹義相對論中的似弦物體（例如在一些模型中與夸克作用的弦）或現代弦論中的弦裡也討論張力。我們藉由這些弦的世界面（世界面）分析這些弦，它們的能量通常與它們的長度成正比。在這些弦中的張力與它的伸長量無關。